# John Fahey
John Aloysius Fahey (Washington D.C, 28 de febrero de 1939 – Salem, Oregón; 22 de febrero de 2001) fue un guitarrista virtuoso y compositor estadounidense. Su estilo se ha descrito como Guitarra Primitiva Americana, término utilizado para referirse al aprendizaje auto-didáctico de la guitarra. Fahey exploró a lo largo de su carrera con géneros como el folk, el blues, la música tradicional estadounidense, los ritmos portugueses, brasileros e incluso música de la India. Pasó la mayor parte de sus últimos años en la pobreza y con múltiples quebrantos de salud, aunque disfrutó de cierta popularidad en dicha etapa como pintor abstracto. Murió en el año 2001 debido a complicaciones en una cirugía de corazón. En el 2003, fue ubicado en la posición Nro. 35 en la lista de los "100 Mejores Guitarristas de Todos los Tiempos" de la revista Rolling Stone.

## Discografía

### Trabajos escritos
- Fahey, John (1966). A textual and musicological analysis of the repertoire of Charley Patton. (Thesis (M.A.)--Universidad de California, Los Angeles.). Los Angeles. LCCN 67003863.
- Fahey, John (1970). Charley Patton. Londres: Studio Vista. LCCN 70548903.
- Fahey, John (2000). How bluegrass music destroyed my life : stories / by John Fahey. Chicago: Drag City Incorporated. LCCN 99075130.
- Fahey, John (2003). Vampire Vultures / by John Fahey. Chicago: Drag City Incorporated.